# 1837 en architecture
| Années de l'architecture : 1834 - 1835 - 1836 - 1837 - 1838 - 1839 - 1840    |
| Décennies de l'architecture : 1800 - 1810 - 1820 - 1830 - 1840 - 1850 - 1860 |

Cet article présente les faits marquants de l'année 1837 en architecture.

## Réalisations

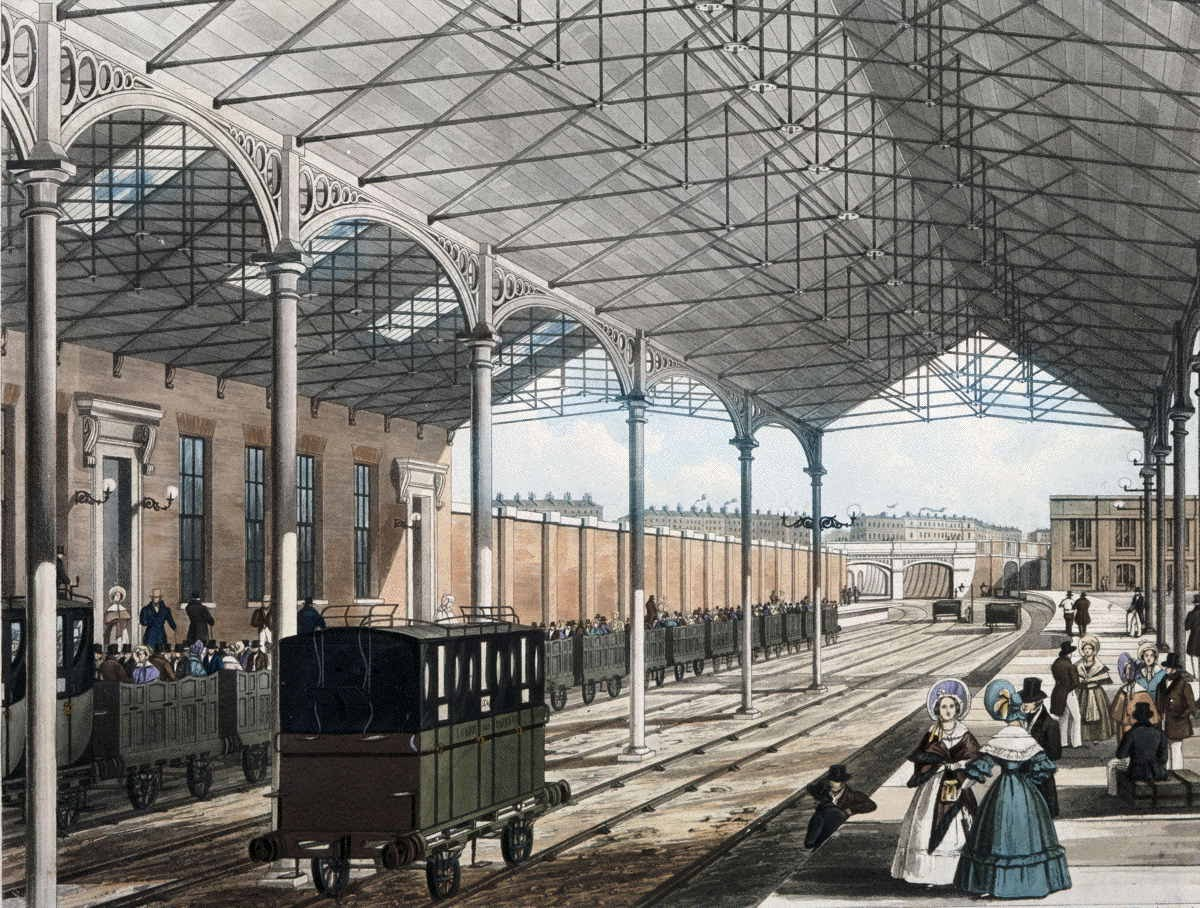
gare d'Euston.

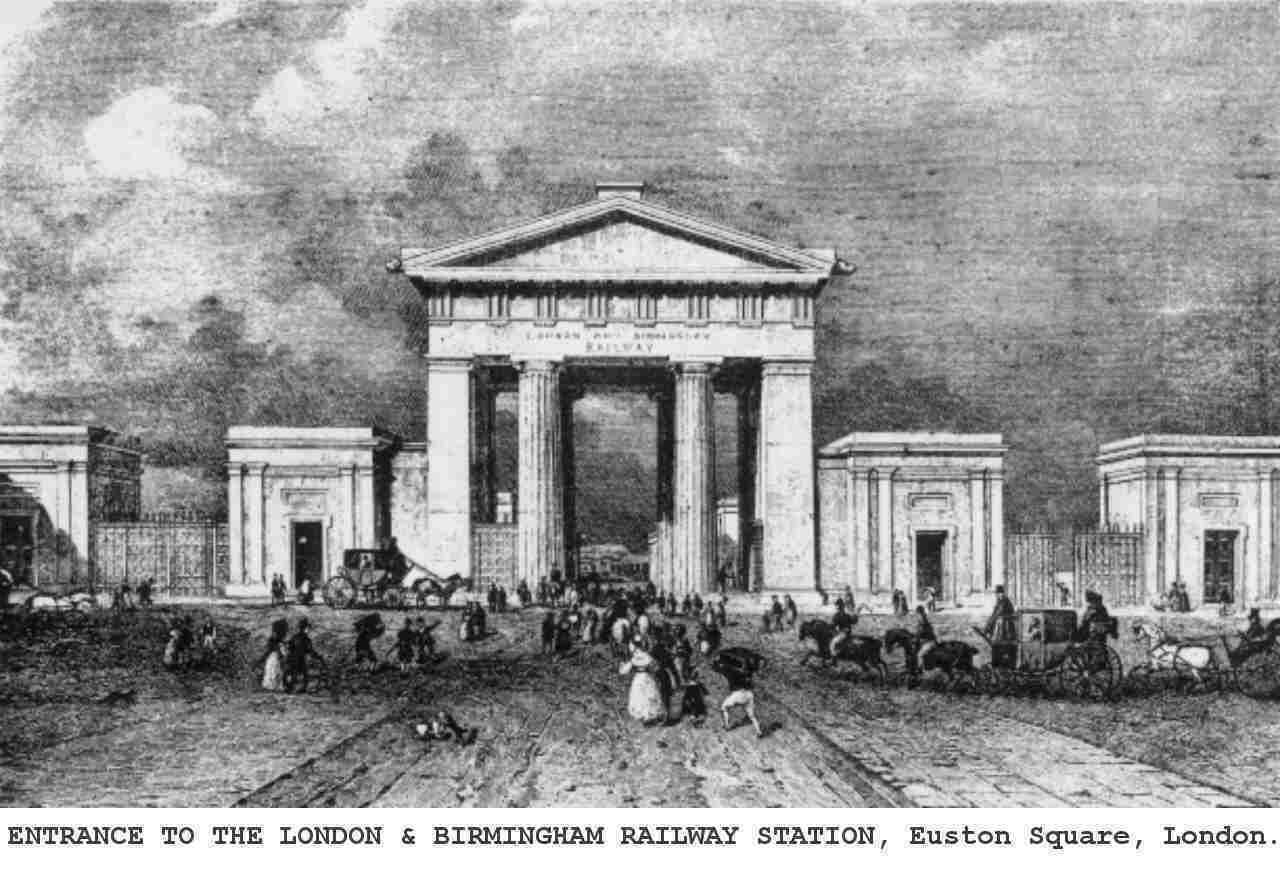
Arc d'Euston.

- Ouverture de la gare d'Euston à Londres dont l'entrée principale, l'arc d'Euston (en) dessinée par Philip Hardwick a été démolie dans les années 1960.
- Construction du Great Conservatory à Chatsworth House par Joseph Paxton qui devient le plus grand bâtiment en verre du monde (démoli en 1923).
- Avec l'ouverture du chemin de fer de Paris à Saint-Germain, construction de l'« embarcadère de l'Ouest », une gare provisoire en bois qui sera par la suite la gare Saint-Lazare à Paris.
- Début des travaux de reconstruction et d'agrandissement de l'Hôtel de ville de Paris d'après les plans de Godde et Lesueur, le chantier conduit par Antoine Vivenel.

## Événements
- Le Royal Institute of British Architects (RIBA) est fondé.

## Récompenses
- Royal Gold Medal : x.
- Prix de Rome : Jean-Baptiste Guenepin.

## Naissances
- x

## Décès
- 29 janvier : Sir John Soane (° 10 septembre 1753).